# Ali Shan
Der Ali Shan (chinesisch 阿里山; in Australien Three Man Peak, englisch für ‚Drei-Mann-Spitze‘) ist ein 133 m hoher und felsiger Hügel an der Ingrid-Christensen-Küste des ostantarktischen Prinzessin-Elisabeth-Lands. Er ragt in der Lied Promontory in den Larsemann Hills auf. Sein Gipfel wird von einem Felskegel dominiert.
Wissenschaftler aus Taiwan nahmen 1993 seine Vermessung und die Benennung vor. Namensgeber ist ein gleichnamiger Berg in Taiwan. Das Antarctic Names Committee of Australia benannte ihn dagegen nach der dreiköpfigen Mannschaft, die hier 1987 seine Position mittels Dopplersatelliten ermittelt hatte.